# Rhododendron forrestii
Rhododendron forrestii är en ljungväxtart. Rhododendron forrestii ingår i släktet rododendron, och familjen ljungväxter.
De odlas och säljs i kruka och kan växa till en meters höjd och bredd, med röda blommor i maj–juni och mindre blad än vanlig lila parkrododendron. Vanliga sorter är Bengal, Elizabeth Red Foliage och Scarlet Wonder. Deras härdighet sträcker sig till svensk odlingszon 4 (Svealand utom Dalarna).

## Underarter
Arten delas in i följande underarter:
- R. f. ex
- R. f. papillatum

## Bildgalleri

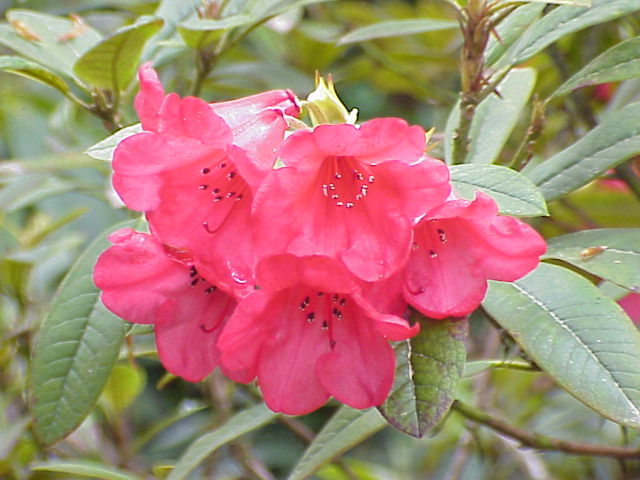
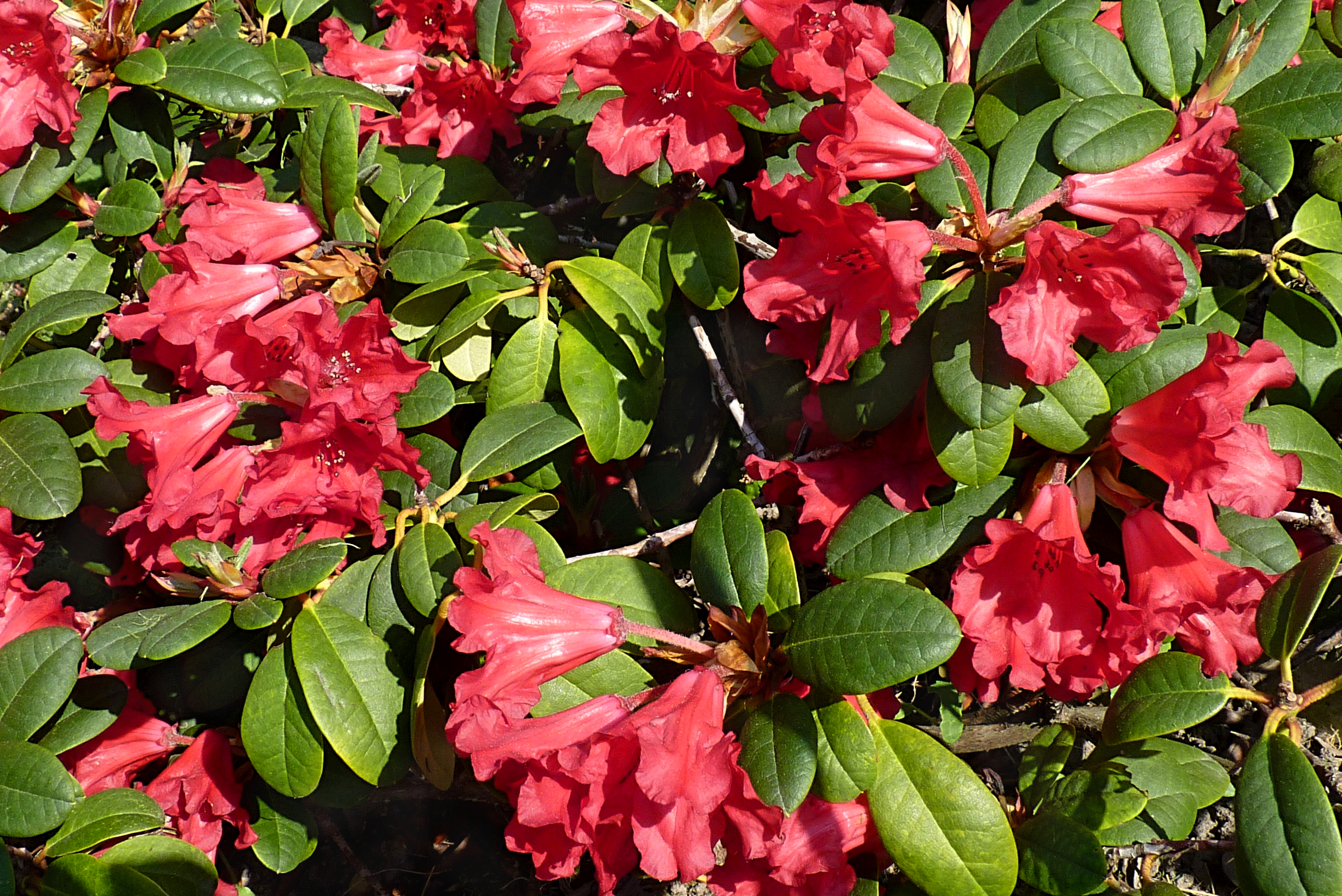
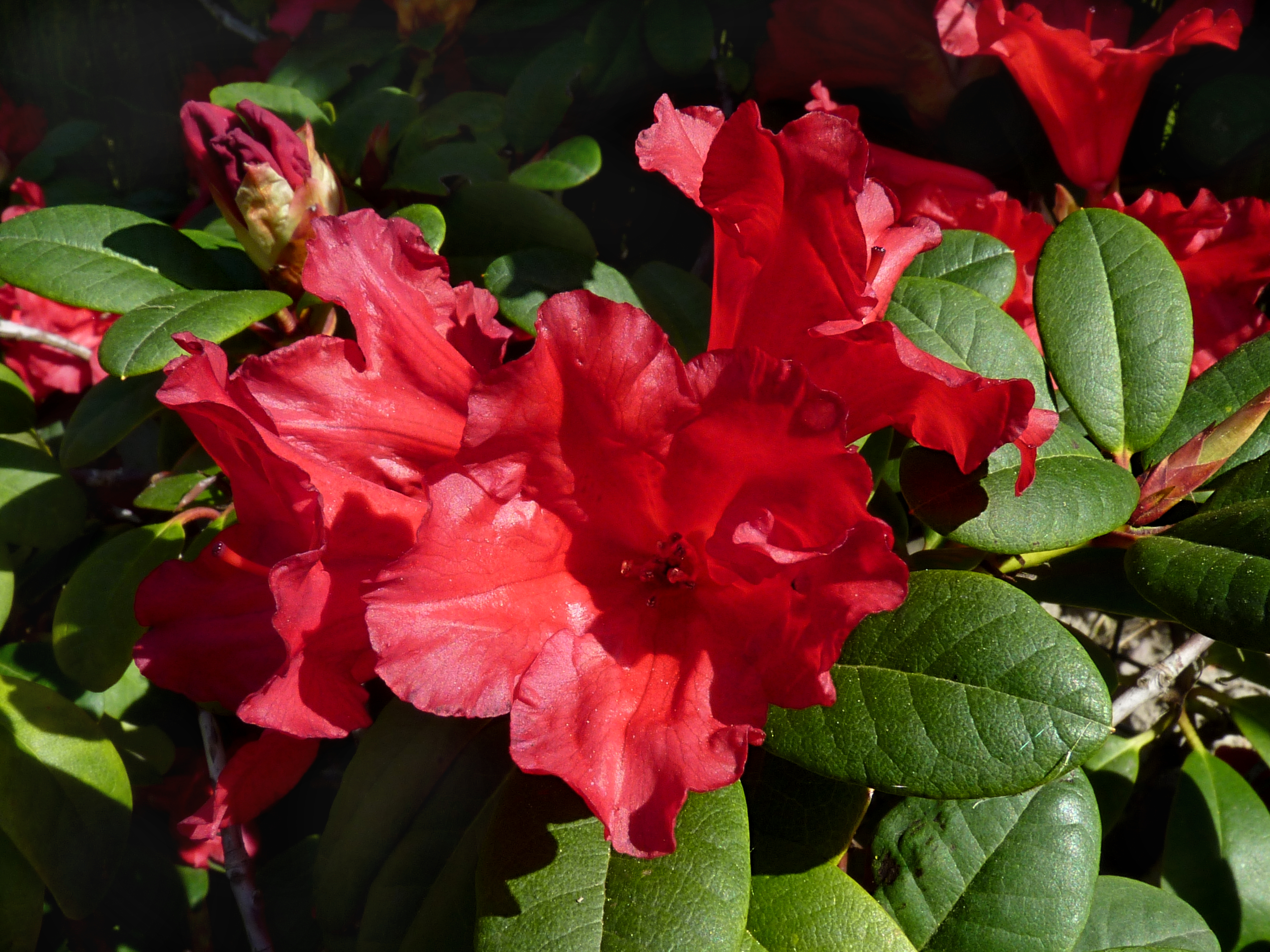
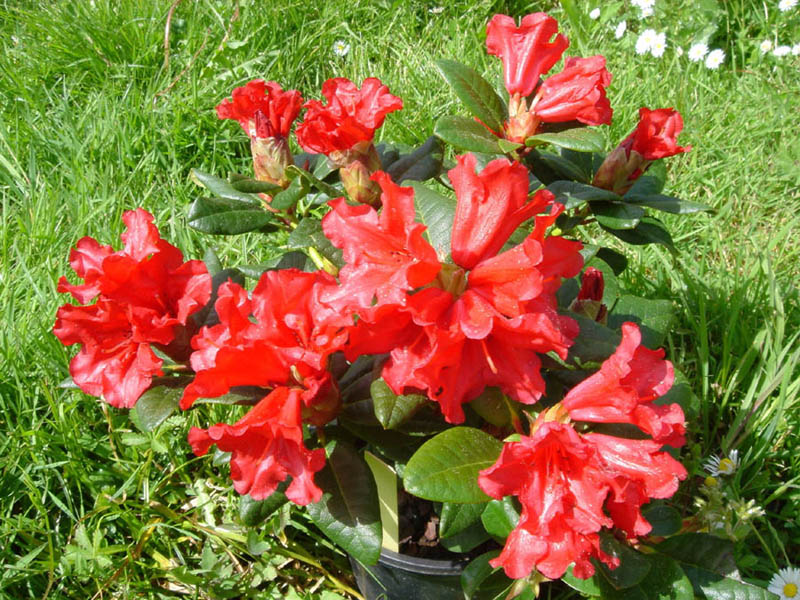
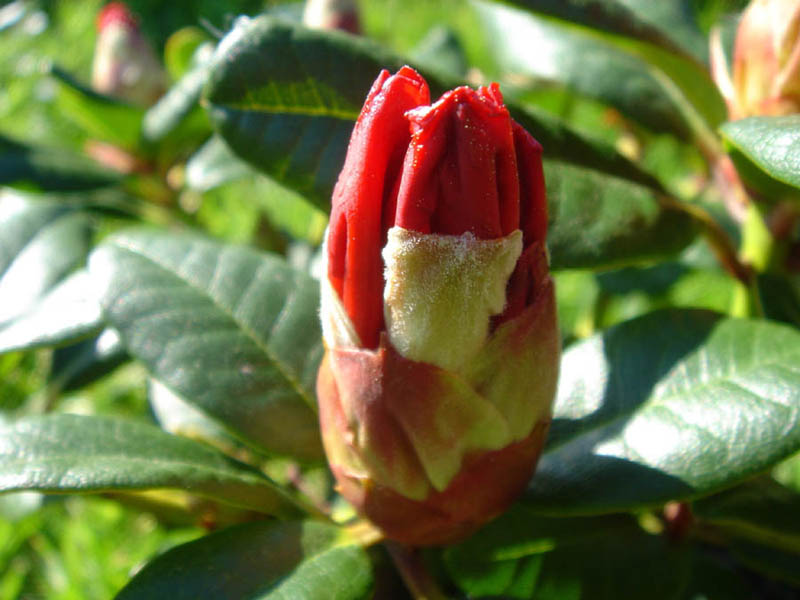
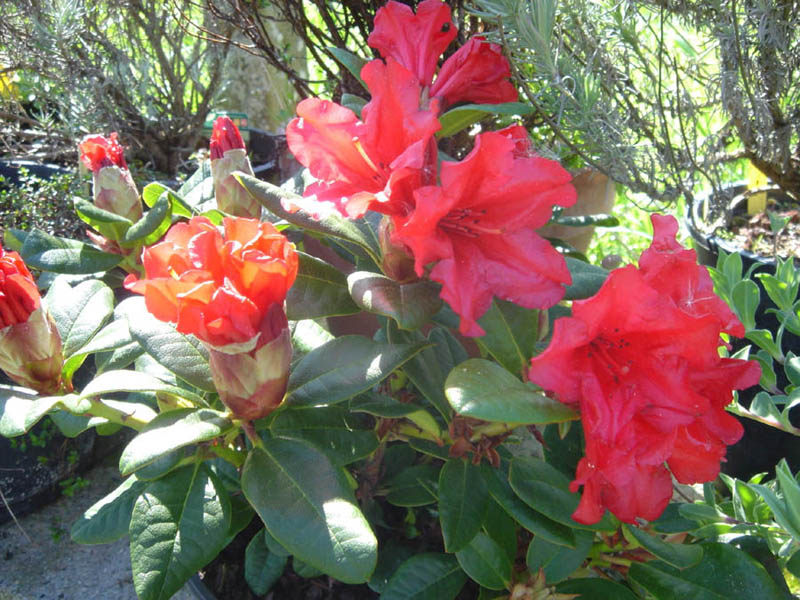